# برادلي سويل
برادلي سويل (بالإنجليزية: Bradley Sowell)‏ هو لاعب كرة قدم أمريكية أمريكي، ولد في 6 يونيو 1989 في هيرناندو في الولايات المتحدة.

## وصلات خارجية
- برادلي سويل على موقع مرجع كرة القدم المحترفة.كوم (الإنجليزية)